# Sezimovo Ústí
Sezimovo Ústí (tjekkisk udtale: [ˈsɛzɪmovo ˈuːsciː] ; tysk: Alttabor) er en by i distriktet Tábor i regionen Sydbøhmen i Tjekkiet med omkring 7.200 indbyggere.
Navnet betyder bogstaveligt "Sezimas flodmunding ".

## Geografi
Sezimovo Ústí er bymæssigt smeltet sammen med nabobyerne Tábor i nord og Planá nad Lužnicí i syd. Den ligger omkring 47 km  nord for České Budějovice og 72 km syd for Prag.
Sezimovo Ústí ligger i Táborhøjlandet, ved sammenløbet af  floden Lužnice  (som gør grænsen til kommunens område) og Chotovinský-strømmen (også kaldet Kozský, på den strækning den løber gennem byen). En af Chotovinský-strømmens bifloder forsyner en fiskedam kaldet Jezero.

## Historie
Ifølge legenden blev Sezimovo Ústí grundlagt af Sezima, en uægte søn af Witiko af Prčice. Byen blev grundlagt i første halvdel af det 13. århundrede. Den første omtale af Ústí er fra 1250, hvor generalkapitlet i Dominikanerordenen gik med til indvielsen af klosterkirken til Saint Dominic. Byen trivedes, hvilket skyldtes en bekvem beliggenhed på vejen fra Østrig til Prag. Kun seks år efter, at kirken blev indviet, blev klostret udvidet, så byen må allerede have været velstående nok til at tillade sådanne investeringer. Byen blev senere befæstet og havde tre forstæder, en af dem på den anden bred af Lužnice-floden. Fra 1388 havde den selvstændige sognekirke eget hospital og skole.
I 1414 blev Jan Hus inviteret til Sezimovo Ústí for at prædike i Kozí hrádek-slottet, hvilket førte til radikaliseringen af mange mennesker og etableringen af hussitterbevægelsen. I 1420 brændte hussitterne byen ned og rejste til den nærliggende nyetablerede by Tábor. Nogle dele af den forladte by blev stadig brugt på kong George af Poděbradys tid, og dominikanerbrødrene vendte tilbage til det beskadigede kloster efter 1420 i nogen tid. Vandmølle og en gård lå fortsat på den gamle bydels område, efter at byen blev forladt.
I 1828 blev en ny landsby grundlagt og fik navnet Starý Tábor ("Gamle Tábor"). Omkring 80 huse blev bygget eller var under opførelse i 1832. Byggeriet af den nye kirke startede i 1835 og blev indviet i 1841.  I 1920 blev landsbyen forfremmet til en by og vendte tilbage til sit historiske navn Sezimovo Ústí. I 1939 byggede iværksætteren Jan Antonín Baťa en fabrik og begyndte at bygge et nyt distrikt i Sezimovo Ústí, i dag kaldet Sezimovo Ústí 2. Under 2. verdenskrig blev Sezimovo Ústí indlemmet i Tábor, hvilket varede indtil 30. juni 1945.

## Seværdigheder
Kozí hrádek er en slotsruin nær Sezimovo Ústí, kendt for Jan Hus aktiviteter. Det er ukendt, hvornår det blev bygget, men det blev først nævnt i 1377. Det blev bygget i gotisk stil. I 1438 blev det brændt ned. Slotsruinen  er fredet som et nationalt kulturminde. Ruinerne er tilgængelige for offentligheden.
Den tjekkoslovakiske præsident Edvard Benešs villa i Sezimovo Ústí var hans foretrukne rekreationssted og stedet for hans begravelse. Villaens have med graven er åben for offentligheden. Selve villaen er kun delvist åben, da den stadig bruges af Tjekkiets regering. Der er også et monument med en udstilling af  E. Beneš og hans kones politiske og sociale liv.
Det hellige kors' ophøjelsesskirke blev bygget i senempirestil i 1841. I parken nær rådhuset er der en døbefont af sten og få stenstumper som de eneste rester fra den oprindelige by, der stod her indtil 1420.